# Lanche (Sapillica)
Lanche es una localidad peruana ubicada en el distrito de Sapillica, perteneciente a la provincia de Ayabaca del departamento de Piura, al norte del Perú. 

## Ubicación
Lanche se ubica al oeste de la provincia de Ayabaca, en el distrito de Sapillica, en el departamento de Piura.

## Demografía
En 2017 Lanche tenía una población de 6 habitantes.
| Gráfica de evolución demográfica de Lanche entre 1993 y 2017 |
|                                                              |
| Fuentes: Población 1993 y 2017                               |